# Afroféminisme
Ne doit pas être confondu avec Black feminism.
L’afroféminisme ou afro-féminisme est un mouvement apparu pendant la période d’émancipation féministe des années 1970, à la même période que le Black feminism aux États-Unis. L’afroféminisme, porté par des afro-descendantes (d’Afrique, des Caraïbes, d'Europe et des diasporas), est un mouvement militant qui lutte à la fois contre les systèmes d’oppression sexiste, négrophobe et parfois capitaliste. Il se situe notamment dans le champ de l’intersectionnalité et se manifeste particulièrement en France dans le champ militant (associatif et syndical), universitaire, culturel… En France, l’afroféminisme puise d’abord ses sources dans les résistances des femmes marronnes puis dans les productions théoriques et politiques des femmes de la négritude, notamment Paulette Nardal et dans des collectifs militants comme la création de la Coordination des Femmes noires, en 1976,,.

## L'afroféminisme en Europe et aux Etats-Unis

### Black feminism
L’afroféminisme puise ses sources dans le mouvement afro-américain du Black Feminism, qui émerge dans les années 1970 — et où « les femmes noires féministes luttaient contre l’oppression ressentie à cause de leur couleur de peau et de leur sexe ». En 1977, le collectif radical Combahee River Collective synthétise les principaux enjeux du mouvement comme « la lutte contre l’oppression raciste, sexuelle, hétérosexuelle et de classe » et affiche comme objectif de « combattre les oppressions multiples et simultanées qu’affronte l’ensemble des femmes de couleur ».

### La spécificité de l’afroféminisme européen
L’afroféminisme afro-européen se distingue du Black feminism afro-américain. L’histoire des Noirs aux États-Unis n'est pas celle de l'Europe. Les Noirs américains sont issus majoritairement de la diaspora historique, et donc de la traite négrière et de l’esclavage. Les Noirs en France sont, eux, issus majoritairement du continent par une migration post-colonisation, même s’il ne faut pas négliger les immigrés en provenance des DROM-COM (anciennement DOM-TOM).

## L'afroféminisme en France

### Les femmes de la négritude: Paulette Nardal, Andrée Nardal et Suzanne Césaire
À la sortie de la Seconde Guerre mondiale, en Martinique, en Guadeloupe, et à La Réunion, des groupes militants de femmes Noires sont créés. Ils s’inscrivent dans la continuité des sociétés féminines de secours mutuel, proches des milieux religieux, et apparaissent dans un contexte politique mouvementé : les femmes viennent d’obtenir le droit de vote (21 avril 1944), les « quatre vieilles colonies » deviennent des départements (19 mars 1946), la IVe République vient d’être instaurée (27 octobre 1946) et les premières élections, législatives, sont prévues pour novembre 1946.
Ces groupes de soutien de femmes sont créés, souvent à l’initiative du Parti communiste sur le modèle de l’Union des femmes françaises en vue des prochaines élections législatives. Il s’agit de groupes tels que l'Union des femmes de la Réunion (1946), l'Union des femmes de Guadeloupe (1948) et l'Union des femmes de Martinique (1944).
Par ailleurs, un autre groupe de femmes, les Femmes de la Négritude, participe à la création du mouvement de la négritude. Paulette Nardal, Jeanne Nardal, et Suzanne Césaire participent à sa fondation. Paulette Nardal est retenue comme une figure féministe anticolonialiste notable. Femme de lettres, elle est fondatrice du Rassemblement féminin (1945), organisation luttant pour l’autonomisation sociale et politique des femmes en Martinique, ainsi que de La Revue du Monde Noir (1931).

### Années 1970 - les années «mouvement»
La fin des années 1960 et le début des années 1970 voient les luttes féministes occidentales s’imposer à l’international, comme l'atteste la consécration de la décennie des femmes par l’ONU (1975-1985). En France, le Mouvement de libération des femmes se bat pour l’autonomie corporelle féministe/la libération du corps des femmes, à savoir l’accès à des droits de justice reproductive comme la pilule contraceptive (loi Neuwirth de 1967) et l’interruption volontaire de grossesse (loi Veil de 1975), mais aussi l’institution du Planning familial (1960) et du Mouvement pour la liberté de l'avortement et de la contraception (1973). Proches de la presse nationale, ces militantes s’appuient sur l’opinion publique dans leur stratégie réformiste (manifeste des 343 en 1971, procès de Bobigny en 1972, manifeste des 331 médecins en 1973). Elles revendiquent une autonomie organisationnelle vis-à-vis des différents mouvements de gauche, fondent leurs propres organes de presse et organisent des groupes de paroles ou de conscientisation, communément dénommés « réunions tupperware ».
Les femmes immigrées en France en provenance d'Amérique latine, d'Afrique ou de la Martinique et de la Guadeloupe, sont alors peu nombreuses. Dans ces années-là, l’immigration, principalement masculine, mute : la figure du travailleur remplace progressivement celle de l’étudiant. Des accords avec d’anciennes colonies (ex : l’Algérie doit fournir 30 000 travailleurs par an, immigration de travail suspendue par l’Algérie en 1973) ou avec des colonies devenues des départements (ex : le BUMIDOM organise le départ d’environ 200 000 personnes en provenance de la Martinique, la Guadeloupe, la Réunion et la Guyane entre 1963 et 1981) permettent l’immigration massive d’une main d’œuvre bon marché et souvent non déclarée. Toute une législation participe à la construction du nouveau statut d’immigré (traité de Rome en 1958, circulaire Marcelin-Fonanet en 1972, suspension de l’immigration de travail en 1974, aide au « retour volontaire » en 1977, loi Bonnet en 1980, loi Peyrefitte en 1981). Deux organisations, Révolution ! Afrique (1969-1982) d’une part et Fédération des étudiants d'Afrique noire en France (1950-1980) d’autre part, luttent respectivement en faveur de l’anticolonialisme et des droits des étrangers, notamment l’accès au logement.
Des femmes immigrées se regroupent, quant à elle, dans des collectifs se revendiquant autonomes autour de leur condition de femmes étrangères, comme le Groupe Femmes Algériennes, Groupes Femmes Marocaines, Cercle des Femmes Brésiliennes. Un premier groupe se distingue : la Coordination des Femmes noires, créé à Paris en 1976 par Awa Thiam et Maria Kalalobé. Il regroupe des femmes noires d'Afrique et de la diaspora historique (les Caraïbes). Elles s’organisent autour de leur identité de femmes noires et revendiquent une autonomie tant vis-à-vis des mouvements féministes parisiens que des mouvements de libération anti-colonialistes. Un autre groupe central est créé en 1978 : le Mouvement des femmes noires qui s’intéresse davantage à la situation des femmes noires sur le continent africain. Ces deux groupes se battent pour l'autonomie corporelle des femmes (pilule, IVG, etc.), au même titre que les féministes du MLF. Ils se dissolvent au début des années 1980, notamment parce que leurs membres sont rentrées dans leurs pays d'origine respectifs,.

### Années 1980
L’arrivée de la gauche au pouvoir marque un tournant dans le climat politique français : la régularisation est accordée à 132 000 travailleurs « sans-papiers », le droit d’association pour les étrangers est facilité, le féminisme commence son institutionnalisation par la création d’un ministère chargé des Droits des femmes.
De plus en plus nombreuses en France, des femmes noires se rassemblent suivant une logique de regroupement par nationalité ou par point d'oppression spécifique et non plus uniquement autour de leur condition générique de « femmes noires ».
Le MODEFEN (Mouvement de défense de la femme noire, 1981-1994) s’inscrit dans la continuité du Mouvement des femmes noires et constitue la première association loi de 1901 à se revendiquer explicitement et politiquement noire. C’est la dernière manifestation d’un groupe militant de femmes noires avant le tournant des années 2010. Le mouvement lutte principalement pour le droit au logement digne et s’organise contre les actes racistes.

### Années 2000
L'antiracisme dit « moral » et institutionnel (Parti socialiste, SOS Racisme, etc) est confronté à une rupture qui déchire la classe politique : loi contre le voile islamique dite loi de laïcité en 2004 et les émeutes politiques des banlieues en 2005.
Les émeutes de 2005 ont exposé les contradictions de l’anti-racisme institutionnel d'une part, et l'orientation politique des médias qui, selon certaines critiques, discriminent les hommes noirs des quartiers d'autre part. Cet évènement a également mis en lumière le traitement policier spécifique dont font l’objet les populations racisées, en particulier les hommes noirs (et maghrébins) vivant dans les espaces périurbains.
Au cours des années suivant ces évènements, dans la continuité du positionnement développé par le Mouvement Immigration Banlieue, de nouvelles organisations, qui ont pour point commun de porter un antiracisme politique, se constituent en contrepoint de l’antiracisme moral. Parmi elles, plusieurs luttent spécifiquement contre la négrophobie, comme le Conseil représentatif des associations noires de France (2005) ou encore Brigade Anti-Négrophobie (2005).

### Années 2010
Les années 2010 voient l’émergence de plusieurs médias avec les blogs de Mrs. Roots et de Sharone Omankoy (blog Le Kitambala agité) ainsi que des collectifs afroféministes avec Sawtche, Afrofem et Mwasi. En effet, le collectif Sawtche dont les objectifs sont de lutter contre toutes les formes d’oppression et de donner un cadre panafricaniste aux luttes des femmes noires[style à revoir] est créé en 2017 à Lyon. Leur outils de lutte sont la formation, la sensibilisation et la mobilisation, les membres s’organisent en non-mixité choisie de race et de genre. Afro Fem, quant à lui, est un collectif, basé à Paris, de sensibilisation notamment à travers leur magazine et leurs actions de terrain auprès de la diaspora. Elles ont créé l’AfroFem Magazine et tente de rendre visible les enjeux de domination liés à la race et au genre. Dans le même courant, Mrs. Roots rédige un des blogs les plus lus du milieu afroféministe. Créé en 2013, l’autrice avait pour objectif qu’il soit impossible « de dire encore une fois : nous ne savions pas ». Les enjeux de visibilité sont le nouveau terrain de lutte pour ces militantes. C’est pourquoi le collectif Mwasi, basé et actif à Paris, créé en dénonciation des viols au Congo et réunissant des centaines de membres, déploie une action sur plusieurs plans. Divisé en commissions, ce collectif poursuit l’objectif de mettre en lumière les questions propres à l’afroféminisme, d’organiser des mobilisations et des journées de formation en direction des femmes et minorités de genre noirs. Enfin, il concourt à la production d’écrits afin d’étayer les théories politiques analysant les systèmes de domination et leurs conséquences ainsi que les stratégies de lutte. L’objectif de ce collectif est la « libération noire ». Elle passera, selon le collectif, par l’abolition du capitalisme et du patriarcat. Le collectif aborde et traite plusieurs problématiques : panafricanisme, migration et internationalisme ; art et éducation ; idéologie ; police, prison et justice ; santé ; queer et trans* ; travail, logement et précarité.
La production afroféministe se déploie également dans le domaine des arts visuels. Par exemple, en 2016, le film Ouvrir la voix, réalisé par Amandine Gay, est sorti en salle. La première diffusion a eu lieu à Saint-Denis. Ce film a été financé sans l’aide d’aucune institution culturelle mais avec une cagnotte participative et des fonds propres. Désormais, ce documentaire qui fait état des expériences racistes et discriminantes de 24 femmes noires en France et Belgique, est considéré comme une œuvre marquante par plusieurs femmes noires et de nombreux collectifs afroféministes français. La réalisatrice a défendu le film et sa vision afroféministe dans plusieurs médias (Mediapart, Le Media etc.). En 2019, c’est au tour d'actrices du grand et du petit écran français d’écrire un ouvrage sous forme de manifeste, Noire n’est pas mon métier. Cet ouvrage, initié par Aïssa Maïga, est une dénonciation des rôles stéréotypés et racistes souvent proposés aux actrices noires dans le cinéma français. En septembre 2020, le festival W XOOL, accueille au musée Sauvage d’Argenteuil, pour sa première édition en hommage à Sarah Maldoror notamment, des œuvres de réalisatrices afrodescendantes émergentes et confirmées.
Dans le champ universitaire, bien que les études de genre existent, non sans difficultés, depuis les années 1970 en France, ce n’est qu’au cours des années 2010 que de nouveaux champs d’étude critique font leur apparition, tel que les cutural studies, les postcolonial studies ou encore les queer studies. Le monde de la recherche académiques connaît des bouleversements liés aux analyses et aux paradigmes posés par ces nouveaux champs d’études.
En 2019, a lieu la première journée d'étude consacrée entièrement au féminisme noir en France. Tenue à Paris en avril, elle s'intitule « Féminisme Noir, Toujours Debout ! » et est organisée par des élèves du master Étude de Genre de l'université Paris 8. Sur la journée, environ 600 personnes font le déplacement pour assister aux différentes tables rondes. Le mot d’ordre est : « la parole aux femmes noires ». Ainsi interviennent des universitaires, des psychologues, des militantes, et des comédiennes sur des thématiques aussi diverses que la généalogie du féminisme noir en France et la réappropriation du contrôle des corps des femmes noires. Des artistes visuelles noires sont exposées, la librairie Tamery et l'association Quilombo vendent des livres sélectionnés pour l’occasion. Un film sur cet évènement est en cours de préparation.
L’ouverture du champ universitaire aux luttes contre les discriminations de genre et de race continue de s'observer puisqu'en mars 2020 a eu lieu à Paris, un colloque sur les féminisme noirs, dans le comité d’organisation on retrouve Silyane Larcher, sociologue et politiste au CNRS, et Rose Ndengue, politiste et historienne, et membre fondatrice du collectif Sawtche.
L’afroféminisme en France est représenté, entre autres, par différents groupes militants tels que :
- Charlotte Polifonte, food activiste franco-guadeloupéenne[17] du mouvement afrovéganisme et créatrice du compte Instagram « Mangeuse d'herbe »[18].
- Paulette Nardal et le Rassemblement féminin (1944)[19]
- Coordination des Femmes noires (1976-1982)
- Mouvement des femmes noires (1978-1982)
- Mouvement pour la défense des droits de la femme noire ou MODEFEN (1982-1994)[20]
- Lesbiennes of Color, groupe féministe lesbien constitué en 2009[21]
- Afro-fem, fondé en 2012 est le premier collectif francophone né de l'initiative de 10 femmes noires militantes panafricaines
- Mwasi (« fille » ou « femme » en lingala), — un collectif féministe antiraciste, anticapitaliste, anticolonialiste —[1], constitué en 2014[22]. Ce collectif est à l’origine du festival Nyansapo, le premier festival afroféministe européen, dont la première édition organisée fin juillet 2017 a provoqué une polémique[23].
- Sawtche, collectif afroféministe formé en 2017 à Lyon, s’inscrit principalement dans la sororité politique et dans la continuité des luttes féministes antiracistes, anticolonialistes, anticapitalistes et panafricanistes, à travers l’expression artistique et la transmission de l’histoire et des écrits des femmes noires qui ont été et sont au cœur des luttes panafricaines. Le collectif Sawtche tire son nom du vrai nom de Saartjie Baartman, connue aussi sous le nom de « la Vénus hottentote »[24].

## Domaine des arts
La réalisatrice Amandine Gay réalise, en 2016, le documentaire Ouvrir la voix consacré à « la difficulté d’être femme et noire en France », dans lequel 24 femmes noires, victimes de stéréotypes — « sans cesse renvoyées à leur couleur de peau » — racontent leur difficulté à se voir reconnaître comme « pleinement européennes », à se « fondre dans la masse ».
La dramaturge guadeloupéenne Gerty Dambury, qui rejoint la Coordination des Femmes noires fin 1977, est aujourd’hui membre fondatrice de Décoloniser les arts.
Dans le domaine de l'audio en ligne, la journaliste féministe Mélanie Wanga coanime le podcast Le Tchip qui analyse le quotidien et la culture sous un regard afro-centré. Elle est également cofondatrice de la lettre d'information féministe et intersectionnelle Quoi de meuf.
L'afroféminisme est également présent sur la toile, notamment à travers des blogueuses influentes telles que l'autrice Laura Nsafou, la fondatrice du collectif Mwasi Sharone Omankoy (blog : Le Kitambala agité), le blog de Many Chroniques ou encore l'autrice Kiyémis. Les afroféministes sont aussi très présentes sur de nombreux podcasts et les réseaux sociaux.

## L'afroféminisme en Europe

### Afropéanisme
L’afropéanisme est un mot-valise désignant la condition particulière des Noirs européens). Se jouant des frontières nationales – tout comme le font les diasporas –, il insiste donc sur l’idée d’une pluralité culturelle. Selon l’écrivaine Léonora Miano :

« L’afropéanisme n’est pas un déni d’appartenance à la France ; accepter son appartenance à la France est considéré par certain.e.s comme une trahison, or c’est une condition nécessaire pour parvenir à se réaliser et pour que vos revendications si vous en avez – soient légitimes. Et cela ne vous interdit pas de chérir la culture de vos parents, d'enrichir la culture française de ce qu’ils vous ont légué[réf. nécessaire]. »

### Allemagne
En Allemagne, le mouvement est initié par Audre Lorde, poétesse américaine qui séjourna régulièrement à Berlin dans les années 1980 et qui permit l'émergence de groupes afro-allemands féministes tels que le groupe lesbien ADEFRA (dialecte amharique éthiopien signifiant « la femme qui montre du courage ») et l’ISD ou Initiative Schwarze Menschen in Deutschen (signifiant « l’initiative des Noirs allemands »), permettant aux afro-allemandes d’acquérir plus de visibilité. Le terme « afro-allemande » est également le résultat de discussions entre Audre Lorde et ces associations féministes.

### Grande-Bretagne
En Grande-Bretagne, le travail de la vidéaste jamaïco-britannique Cecile Emeke vise à mettre en avant les problématiques des femmes afro-européennes contemporaines. Selon elle, il y aurait une surreprésentation des femmes noires américaines dans les médias et une sous-représentation des femmes noires européennes, fossé qu'elle tente de combler en réalisant des portraits et documentaires de ces dernières.

## Controverses
En France, si l'afroféminisme en soi ne fait pas l'objet de polémiques marquées, certaines actions afroféministes sont critiquées, notamment des événements organisés en non-mixité comme l'ouverture d'un « camp d'été décolonial » interdisant l'entrée aux personnes blanches à Reims en 2016 ou la création en 2017 du festival Nyansapo (en) dans le cadre duquel les activités sont organisées séparément en fonction de la couleur de peau et du genre des participants, fait jugé discriminant par Dominique Sopo, président de SOS Racisme, et la LICRA. Le collectif Mwasi justifie cependant la non-mixité comme une pratique permettant à des personnes vivant les mêmes discriminations de s'organiser entre elles et de s'émanciper en créant un espace provisoire sans discriminations.